# Soulaires
Soulaires és un municipi francès, situat al departament de l'Eure i Loir i a la regió de Centre – Vall del Loira. L'any 2007 tenia 428 habitants.

## Demografia

### Població
El 2007 la població de fet de Soulaires era de 428 persones. Hi havia 168 famílies, de les quals 36 eren unipersonals (8 homes vivint sols i 28 dones vivint soles), 52 parelles sense fills, 68 parelles amb fills i 12 famílies monoparentals amb fills.
La població ha evolucionat segons el següent gràfic:
Habitants censats

### Habitatges
El 2007 hi havia 193 habitatges, 169 eren l'habitatge principal de la família, 16 eren segones residències i 8 estaven desocupats. 191 eren cases i 2 eren apartaments. Dels 169 habitatges principals, 156 estaven ocupats pels seus propietaris, 11 estaven llogats i ocupats pels llogaters i 2 estaven cedits a títol gratuït; 7 tenien dues cambres, 16 en tenien tres, 47 en tenien quatre i 99 en tenien cinc o més. 138 habitatges disposaven pel capbaix d'una plaça de pàrquing. A 54 habitatges hi havia un automòbil i a 104 n'hi havia dos o més.

### Piràmide de població
La piràmide de població per edats i sexe el 2009 era:
| Homes | Edats   | Dones |
| ----- | ------- | ----- |
| 0     | 95 o +  | 0     |
| 0     | 90 a 94 | 0     |
| 8     | 85 a 89 | 4     |
| 4     | 80 a 84 | 0     |
| 8     | 75 a 79 | 4     |
| 4     | 70 a 74 | 8     |
| 12    | 65 a 69 | 4     |
| 4     | 60 a 64 | 20    |
| 12    | 55 a 59 | 12    |
| 16    | 50 a 54 | 4     |
| 12    | 45 a 49 | 16    |
| 44    | 40 a 44 | 24    |
| 20    | 35 a 39 | 16    |
| 4     | 30 a 34 | 12    |
| 4     | 25 a 29 | 28    |
| 8     | 20 a 24 | 8     |
| 16    | 15 a 19 | 20    |
| 24    | 10 a 14 | 20    |
| 8     | 5 a 9   | 0     |
| 16    | 0 a 4   | 8     |

## Economia
El 2007 la població en edat de treballar era de 295 persones, 236 eren actives i 59 eren inactives. De les 236 persones actives 225 estaven ocupades (120 homes i 105 dones) i 11 estaven aturades (2 homes i 9 dones). De les 59 persones inactives 19 estaven jubilades, 19 estaven estudiant i 21 estaven classificades com a «altres inactius».

### Ingressos
El 2009 a Soulaires hi havia 168 unitats fiscals que integraven 454 persones, la mediana anual d'ingressos fiscals per persona era de 21.752 €.

### Activitats econòmiques
Dels 9 establiments que hi havia el 2007, 1 era d'una empresa extractiva, 1 d'una empresa de fabricació d'altres productes industrials, 2 d'empreses de construcció, 2 d'empreses de comerç i reparació d'automòbils, 1 d'una empresa de serveis i 2 d'empreses classificades com a «altres activitats de serveis».
Dels 2 establiments de servei als particulars que hi havia el 2009, 1 era un guixaire pintor i 1 fusteria.
L'any 2000 a Soulaires hi havia 7 explotacions agrícoles que ocupaven un total de 360 hectàrees.

## Poblacions més properes
El següent diagrama mostra les poblacions més properes.